# Yucca Valley
Yucca Valley är en stad (town) i San Bernardino County, i delstaten Kalifornien, USA. Enligt United States Census Bureau har staden en folkmängd på 21 009 invånare (2011) och en landarea på 104 km².